# Rio Miringuava
Rio Miringuava är ett vattendrag i Brasilien.   Det ligger i delstaten Paraná, i den södra delen av landet, 1 100 km söder om huvudstaden Brasília.
Omgivningarna runt Rio Miringuava är en mosaik av jordbruksmark och naturlig växtlighet. Runt Rio Miringuava är det tätbefolkat, med 356 invånare per kvadratkilometer.